# Gaby Bußmann
Gabriele „Gaby“ Bußmann (* 8. Oktober 1959 in Haltern, heute Haltern am See) ist eine deutsche Leichtathletin, die in den 1970er und 1980er Jahren als 400-Meter- und 800-Meter-Läuferin erfolgreich war. Bußmann ist heute als Sportpsychologin im Spitzensport tätig.

## Karriere als Sportlerin

### Sportliche Laufbahn
Gaby Bußmann wurde 1976 für den ETuS Haltern startend in 53,31 s erstmals deutsche Jugendmeisterin über 400 Meter, 1977 wechselte sie zum OSC Thier Dortmund und Trainer Heinz-Jochen Spilker. Bei den Junioreneuropameisterschaften 1977 in Donezk siegte sie siebzehnjährig mit deutscher Juniorenrekordzeit im 400-Meter-Einzellauf (52,33 s) und mit der bundesdeutschen 4-mal-400-Meter-Staffel vor der DDR (3:32,8 min). 1978 folgte Bußmann zusammen mit zwei weiteren Athletinnen ihrem Trainer Heinz-Jochen Spilker zum ASV Köln, dort gewann sie im selben Jahr nach 200-Meter-Silber im Vorjahr über 400 Meter in 51,74 s ihren ersten deutschen Meistertitel. Im Jahr 1979 wurde Bußmann durch eine Virusinfektion, eine Herzmuskelentzündung und einen Muskelfaserriss gestoppt, 1980 verpasste sie die Olympischen Spiele in Moskau auf Grund des Boykotts westlicher Staaten.
Im August 1981 verbesserte Bußmann beim Europacup in Zagreb den sieben Jahre alten bundesdeutschen 400-Meter-Rekord von Rita Wilden auf 50,83 s. Ab 1982 startete sie für die LG Ahlen-Hamm (seit 1984 nach Auflösung der Leichtathletikgemeinschaft für den Stammverein SC Eintracht Hamm) und wurde dort weiterhin von dem mit ihr gewechselten Spilker betreut. Bei den Deutschen Hallenmeisterschaften 1982 unterbot Bußmann als Siegerin den zuvor von ebenfalls Rita Wilden gehaltenen DLV-Hallenrekord (52,09 s), den sie als Bronzemedaillengewinnerin bei den Halleneuropameisterschaften in Mailand drei Wochen später auf 51,57 s verbesserte. Im Sommer wurde sie bei den Europameisterschaften in Athen Siebte, im Semifinale verbesserte sie dabei ihren westdeutschen Rekord auf 50,64 s. Diese Marke steigerte Bußmann 1983 erneut, bei einem Sportfest in München lief sie die 400 Meter in 49,99 s erstmals unter 50 Sekunden und bei den Weltmeisterschaften in Helsinki zwei Wochen darauf überquerte sie als Vierte des Finallaufs nach 49,75 s den Zielstrich.
Eine Woche nach den Weltmeisterschaften 1983 trat Bußmann erstmals über 800 Meter an, ging aber auch bei den Olympischen Spielen 1984 in Los Angeles noch über 400 Meter an den Start. Dort gewann sie ihren Vorlauf, bestritt aber das Halbfinale auf Grund von Wadenkrämpfen nicht. Mit der 4-mal-400-Meter-Staffel gewann sie als Schlussläuferin jedoch hinter den Vereinigten Staaten und Kanada Bronze. Dafür wurden sie und die deutsche Staffel – wie alle Medaillengewinner bei Olympischen Spielen – vom Bundespräsidenten mit dem Silbernen Lorbeerblatt belohnt.
1986 konzentrierte sich Bußmann auf die 800-Meter-Distanz, über die sie beim ISTAF Berlin in 1:58,11 min ihre Bestzeit aufstellte. Bei den Europameisterschaften in Stuttgart wurde sie über 800 Meter Vierte und erlief als Schlussläuferin der 4-mal-400-Meter-Staffel nach der Disqualifikation der zunächst zweitplatzierten Sowjetunion mit westdeutschen Rekord (3:22,80 min) Silber hinter der DDR. Die Weltmeisterschaften 1987 in Rom verpasste sie auf Grund einer hartnäckigen Virusinfektion, für die Absage der Halleneuropameisterschaften 1988 in Budapest war ebenfalls eine Virusinfektion verantwortlich.

### Doping
Bußmann war Teil des sogenannten Hammer Modells unter ihrem Trainer und damaligen Freund Heinz-Jochen Spilker, das sponsorenfinanziert eine besonders gute Vereinbarung von beruflicher Ausbildung und Leistungssport bieten sollte. Das Nachrichtenmagazin Der Spiegel schilderte in einem im Dezember 1990 erschienenen Artikel langjähriges Anabolikadoping in Hamm („Meinst du denn, Gaby läuft mit Wasser?“). Spilker wurde 1994 zusammen mit seinem geständigen Assistenztrainer Hans-Jörg Kinzel wegen Inverkehrbringens des anabolen Steroids Anavar „entgegen § 21 des Arzneimittelgesetzes ohne Zulassung“ zu einer Geldstrafe verurteilt (→ Heinz-Jochen Spilker#Dopingvorwürfe und Verurteilung).
Als Stellvertreterin der Athletensprecherin Ingrid Thyssen forderte sie 1987 zusammen mit dieser in einem offenen Brief die Aufklärung des Todes von Birgit Dressel. 1988 zeigte sie sich erleichtert, dass in Auftrag gegebene Gutachten keine Schuld des Sportmediziners Armin Klümper feststellen konnten.

### Erfolge im Einzelnen
- 1977, Junioreneuropameisterschaften: jeweils Platz 1 im 400-Meter-Lauf (52,33 s) und mit der 4-mal-400-Meter-Staffel (3:32,8 min)
- 1978, Europameisterschaften: Platz 5 mit der 4-mal-400-Meter-Staffel (3:28,0 min); im 400-Meter-Lauf ausgeschieden
- 1982, Europameisterschaften: Platz 4 mit der 4-mal-400-Meter-Staffel (3:25,71 min); 400-Meter-Lauf: Platz 7 (50,93 s)
- 1983, Weltmeisterschaften: 400-Meter-Lauf: Platz 4 (49,75 s)
- 1984, Olympische Spiele: Platz 3 mit der 4-mal-400-Meter-Staffel (3:22,98 min, zusammen mit Heike Schulte-Mattler, Ute Thimm und Heidi-Elke Gaugel; Gaby Bußmann als Schlussläuferin); im 400-Meter-Lauf im Halbfinale nicht angetreten
- 1986, Europameisterschaften: Platz 2 mit der 4-mal-400-Meter-Staffel (3:22,80 min, zusammen mit Gisela Kinzel, Ute Thimm und Heidi-Elke Gaugel; Gaby Bußmann als Schlussläuferin); 800-Meter-Lauf: Platz 4 (1:58,57 min)

### Bestleistungen
- 400 Meter: 49,75 s, 10. August 1983, Helsinki
- 800 Meter: 1:58,11 min, 15. August 1986, Berlin

## Karriere als Sportpsychologin
Bußmann studierte Psychologie und schrieb bereits zu Aktivenzeiten 1987 zusammen mit einer Mitstudentin an der Universität München eine Diplomarbeit mit dem Titel Die Lebenssituation und Lebenseinstellung von 16- bis 18-jährigen Leistungssportlerinnen der Sportart Leichtathletik in der Bundesrepublik Deutschland im Vergleich zu ihren Altersgenossinnen. Die Thematik hatte Bußmann laut damaliger Aussage gewählt, weil ihren eigenen Beobachtungen nach viele jungen Leichtathletinnen vor dem Schritt aus den Jugendklassen in die Frauenklasse mit dem Leistungssport aufhören würden. Später promovierte sie mit ihrer in deutscher Sprache abgefassten Doktorarbeit Drop-out factors in youth athletics programs in diesem Themengebiet.
Heute ist Bußmann freiberufliche Diplom-Psychologin und psychologische Psychotherapeutin. Sie ist Sportpsychologin am Olympiastützpunkt Westfalen und für den Deutschen Schwimm-Verband, die Deutsche Reiterliche Vereinigung, das Deutsche Olympiade-Komitee für Reiterei und den Deutschen Ruderverband tätig. Bei den Olympischen Spielen 2016 betreute sie die teilnehmenden deutschen Schwimmer und Reiter. Sie betreute die Eiskunstläuferin Tanja Szewczenko im Jahr 2000 kurz vor deren Karriereende sportpsychologisch, außerdem arbeitet sie mit der Hürdenläuferin Pamela Dutkiewicz zusammen.